# Sushi Go!
Sushi Go! è un gioco di carte ideato da Phil Walker-Harding in cui lo scopo è preparare le migliori combinazioni possibili di sushi impiegando tempura, sashimi, ravioli, maki, wasabi, nigiri di salmone, di seppia e con uova, bacchette e budino; esiste una piccola espansione promozionale che aggiunge 4 carte Salsa di soia.

## Svolgimento
Il gioco si svolge in 3 round secondo le meccaniche del play and draft, ossia giocare una carta dalla propria mano per poi passare il rimanente delle carte al giocatore successivo e riceverne altrettante dal giocatore precedente per rigiocarne un'altra, e così via fino all'esaurimento delle mani iniziali. Il round finisce quando ognuno posa la sua ultima carta rimanente: vengono segnati i punti realizzati secondo quanto riportato dalle carte giocate che verranno subito scartate ad eccezione delle carte Budino, che assegneranno punti solo a fine partita. Si distribuisce un'altra mano  ad ogni giocatore dal mazzo di pesca e si comincia un nuovo round. Al termine del terzo round vengono segnati i punti finali e i punti generati dalle carte Budino: vince chi totalizza il maggior punteggio finale.

## Tipi di carte
- Bacchette: quando un giocatore le gioca, le piazza davanti a sé scoperte. In un turno successivo a quello in cui l'ha giocate, può riprenderle in mano e giocare in quel turno 2 carte diverse dalle Bacchette invece di una sola.
- Budino: valgono 6 punti per il giocatore che possiede più Budini, mentre al giocatore che ne ha di meno vengono tolti 6 punti. Se più giocatori sono in pareggio, i 6 punti (di guadagno e di perdita) sono divisi equamente ignorando eventuali resti. Se tutti posseggono lo stesso numero di carte Budino nessuno guadagna né perde niente per queste carte.
- Maki: valgono 6 punti per il giocatore che possiede più icone Maki riportate sulle carte, e 3 punti per il giocatore con il secondo punteggio più alto. Se più giocatori sono in pareggio, i 6 punti sono divisi equamente ignorando eventuali resti, mentre i 3 punti del secondo posto non vengono assegnati;
- Nigiri: esistono tre tipi di Nigiri:

Nigiri di seppia: valgono 3 punti;
Nigiri di salmone: valgono 2 punti;
Nigiri con uova: valgono un punto.
- Ravioli: il loro valore cambia a seconda del numero di carte Raviolo che si sono giocate (da un minimo di un punto per un Raviolo al massimo di 15 punti per 5 o più Ravioli);
- Sashimi: valgono 10 punti per ogni tris di carte Sashimi, prese singolarmente o a coppie non fruttano punti;
- Tempura: valgono 5 punti per ogni coppia di carte Tempura, prese singolarmente non fruttano punti;
- Wasabi: moltiplica per 3 il valore di una qualunque carta Nigiri che le venga aggiunta successivamente, da sola non vale nulla;

### Espansione
- Salsa di soia: valgono 4 punti al giocatore che possiede il maggior numero di colori degli sfondi delle carte (ai fini del conteggio dei colori il Budino viene considerato solo se giocato durante lo stesso round). Se più giocatori sono in pareggio, i 4 punti sono divisi equamente ignorando eventuali resti. Un giocatore che sceglie di piazzare più Salse di soia non ha benefici ulteriori al giocarne una sola.